# 굴포운하
굴포운하(掘浦運河) 또는 가적운하는 충청남도 태안군 태안읍 인평리와 서산시 팔봉면 어송리 간의 7km에 달하는 운하유적을 말한다.

## 개요
태안군 태안읍에 접해 있는 천수만(淺水灣)과 서산시 팔봉면과 접해 있는 가로림만(加露林灣)을 연결하는 운하 유적이다. 1134년(인종 12)년 착공하여 1669년(현종 10)까지 530여년간 계속되었지만 결국 전체 7km중 4km만 개착되고 나머지는 완공하지 못했다. 현재 굴포운하의 유적지로 남아 있는 지역은 평균적으로 운하 밑바닥의 넓이는 약 19m이고 상층부의 넓이는 52m이며, 높이는 제일 낮은 곳이 3m이고 제일 높은 곳은 50m이다. 2000년대 말 굴포 운하를 재착공할 것이 제안된 적도 있다.

### 역사

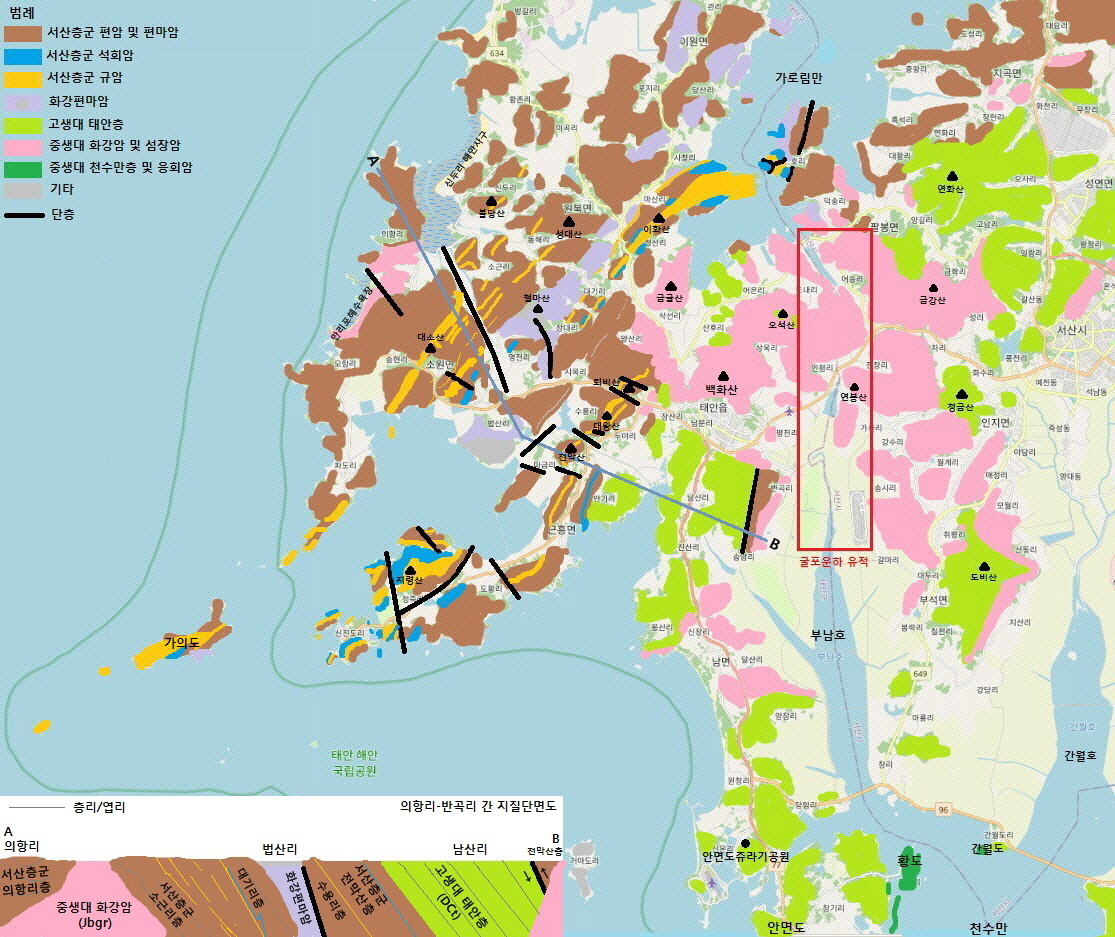
태안군, 서산시 일대의 지질 분포도
지도에서 적색 사각형으로 표시된 지역이 굴포 운하를 만들려고 한 지역이다. 이 지역은 단단한 중생대 흑운모 화강암(대보 화강암)이 분포하는 지역이였기 때문에 운하 굴착에 실패했다.

고려와 조선 시대에는, 곡창 지대인 호남 지방에서 생산되는 곡물을 서해안 바닷길을 통해 한양으로 운송했다. 그러나 곡물을 수송하는 조운로(漕運路)는 자연 재해가 심했으며, 특히 지금의 태안군 앞바다에 해당하는 안흥량 해역은 선박의 피해가 심한 곳이었다. 항해 기술이 발달하지 못해 외해로 나가는 것이 어려워 안흥량을 지나는 대신 태안 반도를 관통하는 방식인 운하를 건설하려 했다. 그 지역은 현재의 태안군과 서산시의 경계 지역에 해당한다.
1134년 고려 조정은 3 km 만 굴착하면 될 것이라 생각하고 공사에 들어갔으나 실패하였고, 조선에서 1412년부터 다시 시도하지만 1669년 다시 포기하고 만다. 모두 실패한 이유는, 토목 기술이 자연환경을 극복하지 못했기 때문이다. 운하를 건설하려는 지역은 중생대 쥐라기에 형성된 단단한 대보 화강암이 기반암으로 분포하고 있으며, 어렵게 뚫은 곳도 조류(潮流)의 작용으로 다시 메워졌기 때문이다.
운하를 건설하려는 시도가 실패로 끝나자 대안으로 선택한 것이 운하 굴착 구간의 양쪽에 조창(漕倉)을 설치하고 그 사이의 육로로 운송을 하는 설창육륜(設倉陸輪)이었다. 그러나 이 방식도 옮겨 싣는 과정에서 발생하는 보관비, 인건비 등의 비용의 증가로 부작용이 발생해 실패로 끝났다. 현재 굴포 운하터 주변에는 조창과 관련해 '창'(倉; 창고) 자가 붙은 지명이 일부 남아 있다.
또 다른 대안으로는 그 당시까지 육지의 돌출부로 남아 있었던 안면 반도를 굴착하여 천수만을 통과하게 함으로서 안전을 확보하는 것이었다. 1638년 현재의 안면읍 북쪽에 운하가 개설되어 이때부터 안면도는 섬이 되었다. 참고로, 운하가 개설된 지역은 고생대의 퇴적암 지층 태안층(DCt)이 분포하는 곳이다.

## 참고 하기
- 의항운하
- 포항운하
- 대운하
- 파나마 운하
- 수에즈 운하